# Équipe des États-Unis masculine de water-polo

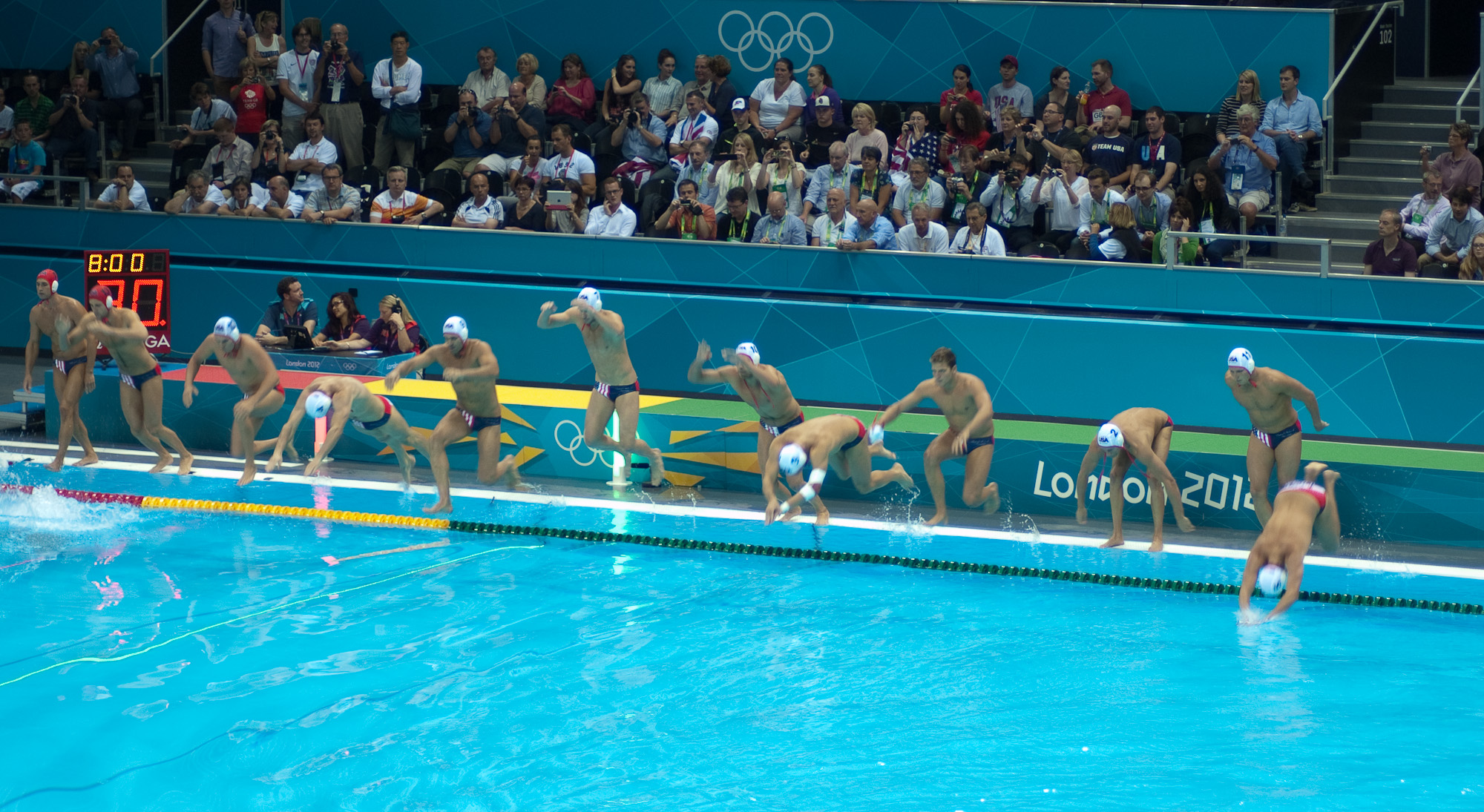
L'équipe USA lors des JO 2012 a Londres

L'équipe des États-Unis masculine de water-polo est la sélection nationale représentant les États-Unis dans les compétitions internationales de water-polo masculin.

## Palmarès olympique
Les Américains sont champions olympiques en 1904, vice-champions olympiques en 1984, en 1988 et en 2008. La médaille de bronze est obtenue en 1924, en 1932, en 1972 et 2024.

## Performances dans les compétitions internationales

### Jeux olympiques
- 1984 :  médaille d'argent
- 1988 :  Médaille d'argent
- 1992 : 4e place
- 1996 : 7e place
- 2000 : 6e place
- 2004 : 7e place
- 2008 :  Médaille d'argent
- 2012 : 8e place
- 2016 : 10e place
- 2020 : 6e place
- 2024 :  Médaille de bronze